# U-66号潜艇 (1915年)
陛下之66号潜艇（简称U-66号）是第一次世界大战期间运用于德意志帝国海军的UD级潜艇或称U艇的首艇。它原本由奥匈帝国海军向日耳曼尼亚船厂订购，并以U-7号的名义自1913年11月开始在基尔铺设龙骨，但随着1914年8月战争爆发后，奥匈帝国海军确信该艇无法通过直布罗陀交付至亚得里亚海，遂于1914年11月将包括U-7号在内的五艘UD级潜艇整体转售予德意志帝国海军。
在德国人手中，U-7号被重编为U-66号，并按照德国的规格进行重新设计和改建。U-66号于1915年4月下水，至同年7月投入使用。竣工后，它的水上排水量为791吨，水下排水量为933吨。艇只全长69.50米，装备有五具鱼雷发射管和一门甲板炮。
作为波罗的海区舰队暨第四区舰队的一分子，U-66号在六次巡逻中共击沉了25艘船舶，容积总吨为73847吨。1916年8月，该艇还用鱼雷击损了英国巡洋舰法尔茅斯号。1917年9月2日，U-66号离开埃姆登，前往北海海峡执行第七次巡逻任务。翌日，潜艇报告了它在北海的位置，但此后它及40名船员再无任何消息。德国在战后的一项研究并未对U-66号的消失作出解释，但英方的记录表明，它可能是在多格滩水域触雷沉没。

## 设计及建造
奥匈帝国海军在评估了三款竞争性的外国潜艇设计之后，最终选择了日耳曼尼亚船厂的506d型设计，即后来的UD级，来装备其U-7至U-11号潜艇。海军于1913年2月1日签署了五艘潜艇的订购合同。
506d型方案被奥匈帝国海军视为U-3级潜艇的改进版本，后者同样是日耳曼尼亚船厂的产品。根据奥匈帝国海军的计划，这些艇只的水上排水量为706吨，水下排水量为899吨。它们均为双层艇体，全长69.50米，舷宽6.30米，吃水3.79米。奥地利的规范要求这些双轴潜艇只在水上运行时使用双柴油发动机（总功率2,300匹公制馬力, 2,269匹制動馬力1,692千瓦特），速度最高可达17節（31每小時）；在水下运行时使用双电动发电机（总功率1,240匹公制馬力, 1,223匹軸馬力912千瓦特），最高速度为11節（20每小時）。艇只配备有五具450毫米鱼雷发射管，其中四具在艇艏、一具在艇艉。甲板炮则是一门66毫米26倍径炮。
作为同级的前两艘艇，U-7号与姊妹艇U-8号都是自1913年11月1日开始铺设龙骨。根据建造计划，它们将在29至33个月内完工，但当1914年8月第一次世界大战爆发时，U-7号及其任何一艘姊妹艇都没有完成。由于这些潜艇是在波罗的海沿岸的基尔建造的，奥地利人深信它们将不可能完成交付：艇只需要行经隶属英国领土的直布罗陀，才能被转运至地中海，而奥匈帝国与英国当时正处交战状态。结果，U-7号及其四艘姊妹艇于1914年11月28日被转售予德意志帝国海军。
U-7号被德国人重新编为U-66号，而它的船级也被重新指定为UD级。德意志帝国海军根据德国标准对潜艇进行了重新设计和建造，将水上和水下排水量分别提高了96吨和48吨。鱼雷携弹量也增加了三分之一，从9枚增加至12枚，甲板炮的尺寸则从最初指定的66毫米升级为88毫米30倍径速射炮。

## 服役历史

### 早期运用
U-66号于1915年4月22日下水。同年7月23日，艇只投入德意志帝国海军服役，受海军上尉托瓦尔德·冯·博特默尉指挥，他是一名时值31岁，但已在德意志帝国海军服役13年之久的老手。 U-66号于10月17日被分配至波罗的海第五潜艇半区舰队（Ostseestreitkräfte V. Unterseeboots-Halbflottille）。
9月下旬，英国波罗的海潜艇区舰队开始对德国商船发动潜艇战，企图阻挠从中立国瑞典到德国的货运——尤其是铁矿石的自由通行。在《第一次世界大战海军史》一书中，作者保罗·G·哈尔彭报道了德国的部分对策，这是一个涉及U-66号的实验。这艘潜艇被拖在一艘“看似无辜的船只”后面，除了拖缆外，它还可通过电话线与主船联系。U-66号能在接到通知时立即启动攻击敌方潜艇。但哈尔彭没有报道U-66号所遭遇的任何情况，也没有就该计划的总体效力提供任何见解。在这段时间里，U-66号没有击沉任何舰艇的记录。1916年1月15日，它从波罗的海半区舰队转配至北海第四半区舰队（IV. Unterseeboots-Halbflottille），并在那里与姊妹艇U-67号和U-68号会合。

### 德国的第二轮攻势
在U-66号加入第四半区舰队的一个月后，德国发动了其针对航运的第二轮潜艇攻势。与第一轮潜艇攻势一样，U艇会被单独派往苏格兰周边，在爱尔兰海和英吉利海峡的西侧入口巡逻。在这一系列战役中，U-66号于1916年4月5日击沉了第一艘船。那一天，它在法斯耐特岩附近遇到3890吨的英国冷藏货轮森特号（Zent），后者正从加斯顿空载驶往圣玛尔塔。在距离法斯耐特28海里（52）处，U-66号发射鱼雷击沉了森特号，造成对方49名船员罹难；船长和另外9名水手则获救并在皇后镇上岸。在接下来的两天里，U-66号又在锡利群岛以西清除了两艘法国帆船，一艘是151吨的比尼凯塞号（Binicaise），另一艘是397吨的小渔船圣玛丽号（Sainte Marie）。4月8日，博特默率U-66号在距韦桑岛18海里（33）处击沉了悬挂西班牙旗帜的桑坦德利诺号（Santanderino）。这是一艘建于1890年、载重3346吨的货船，当时正从利物浦驶向哈瓦那；U-66号通知所有乘客和船员在15分钟内弃船，但有4人在疏散过程中溺水身亡。桑坦德利诺号的36名幸存者被一艘丹麦轮船救起，并在比斯开湾的一个港口上岸。
4月9日，U-66号继续袭击商业航运，造成三艘船舶沉没，分别为英国轮船东城号（Eastern City）和格伦阿蒙德号（Glenalmond），以及挪威籍的斯乔利斯特号（Sjølyst）。其中东城号重4341吨，正从圣纳泽尔空载驶往巴里的途中遭到U-66号炮击，并在距韦桑岛18海里处沉入海底；其所有船员都幸免于难，并于4月11日上岸。U-66号的下一个牺牲品是有2888吨重、正从毕尔巴鄂驶向克莱德的格伦阿蒙德号，当时船上载有铁矿。U-66号发射的鱼雷致使该船在韦桑岛以北27海里（50）处沉没，但全体船员均告获救。已有20年船龄的挪威轮船斯乔利斯特号则是在从南特开往曼彻斯特的途中被U-66号击沉，当时距离格伦阿蒙德号的沉没地点大约2海里（3.7）。斯乔利斯特号的船长和全体船员被英国轮船天秤座号（Libra）救起，并至加的夫上岸。
翌日，U-66号又再击沉一艘英国和一艘意大利船只，结束了其忙碌的一个月。U-66号是在利泽德半岛西南55海里（102）处击沉了从波尔多驶向巴里的英国轮船马格姆修道院号（Margam Abbey）。马格姆修道院号重达4471吨，是当时被U-66号击沉的最大型船舶。意大利货船联合号（Unione）当时则是从克莱德驶往热那亚， 在行经兰兹角附近遭U-66号的鱼雷击中。重量为2367吨的联合号的沉没，使U-66号于4月份击沉的船舶数量升至9艘，总吨位达22848吨，且全部在六天内完成。1916年4月底，公海舰队（U-66号所在的第四半区舰队隶属于该舰队）的新任总司令、海军上将赖因哈德·舍尔，叫停了商业航运攻势，命令所有身处海上的舰艇返航，并留港待命。

### 大舰队伏击战
1916年5月中旬，舍尔完成制定了诱歼部分英国大舰队的计划。公海舰队将通过突袭桑德兰，引诱英国舰队穿过“由潜艇和雷区组成的巢穴”。U-66号是5月17日开始出海侦察北海中部英国舰队踪迹的九艘U艇之一。经过五天的侦察，U-66号连同U-63号、U-52号、U-51号、U-32号、U-24号以及姊妹艇U-70号一起，于5月23日在福斯湾附近就位。另外两艘潜艇，U-43号和U-44号，则驻扎在彭特兰海峡，以备随时攻击离开斯卡帕湾的英国舰队。所有舰艇都要原地待命至6月1日，等待报告英国舰队行踪的电码本信息。然而，对德国人来说不幸的是，英国海军部收到了有关于德国潜艇离港的情报，加上对方并未袭击商船，这引起了英国人的警觉。
公海舰队的出发时间被推迟（已转至斯卡格拉克海峡），而包括U-66号在内的五艘U艇也未能收到英国人推进的电码信息，这使得舍尔预期中的伏击成为“彻底而令人失望的失败”。尽管没有收到推进警告的电码信息，但U-66号作为两艘伏击的U艇之一，实际上是看到了大舰队的部分舰艇。5月31日9:00，U-66号发出无线电报告称，有八艘战列舰、轻巡洋舰和驱逐舰在金纳德角以东60海里（110）向北航行。但由于护航船的存在，U-66号无法对其报告的舰只实施任何攻击。伏击的潜艇未能击沉任何英国主力舰，使得公海舰队在5月31日至6月1日爆发的日德兰海战中，与满编的大舰队交锋时只能处于数量上的劣势。
U-66号的下一次出击是在8月11日，当时它击沉了一艘613吨重的挪威三桅帆船因弗德鲁伊号（Inverdruie）。当后者在阿伯丁以东约160海里（300）处沉没时，正载着一批坑木从桑讷菲尤尔驶向哈特尔浦。

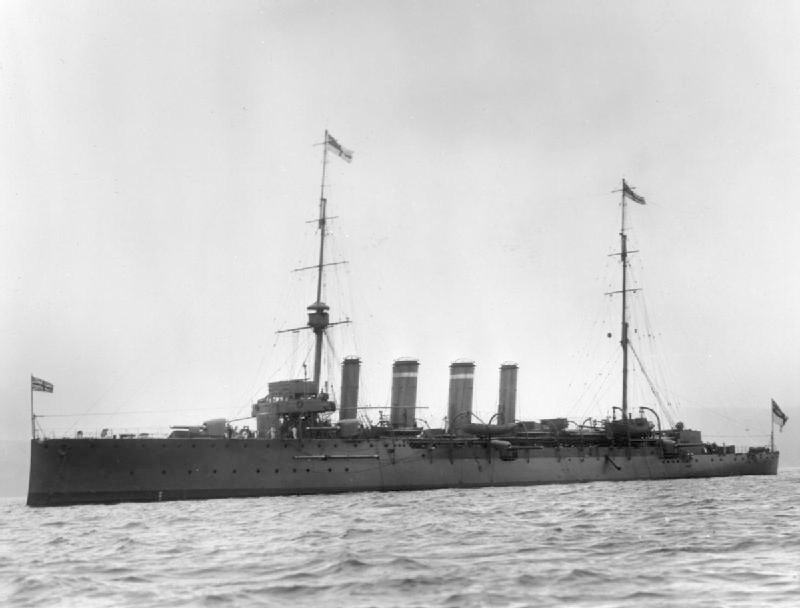
8月19日，英国轻巡洋舰法尔茅斯号轻巡洋舰在弗兰伯勒角海域被U-66号的鱼雷击中。翌日中午，法尔茅斯号在被拖曳穿越二号方位线时，又遭U-63号击沉。

8月下旬，为部署针对英国舰队的另一次伏击，德国人再度制定了公海舰队突袭桑德兰的计划（这是5月行动的初衷）。德国舰队计划于8月18日晚些时候出发，并在翌日早晨炮击军事目标。U-66号是24艘参与行动的U艇之一，它们在大舰队出击的预期航路上排成五条方位线。由U-63号、U-49号、U-45号、U-66号和U-64号构建的二号线在距离弗兰伯勒角12海里（22）处形成了一条35海里（65）长的防线。其余四条方位线也在南北方向构成类似的防线；所有活动都要在8月19日8:00前就位。英国情报部门再次发出了即将到来的攻击和伏击警告，导致大舰队于8月18日16:00出击，此时距离德国舰队启程还有5个小时。
8月19日4:45，U-66号从910米远的距离向英国轻巡洋舰法尔茅斯号发射了两枚鱼雷。两枚鱼雷都命中了法尔茅斯号的右舷，致使其艏艉两端进水。巡洋舰设于舯部的轮机舱则完好无损并可正常运作，因此，它得以在三艘驱逐舰和一艘武装拖网渔船的护送下被引导至亨伯河口。U-66号曾多次试图对受损的法尔茅斯号施以致命一击，但在随后的几次攻击中都险些遭到鱼雷袭击。U-66号在经历了法尔茅斯号掩护驱逐舰的不断攻击后，于两小时后停止追击。一次深水炸弹攻击炸灭了U-66号上的所有灯具，还削掉了两个舱口盖，导致潜艇在漏洞得以密封之前涌进了大量海水。法尔茅斯号继续以2節（3.7每小時）的速度被拖曳前行，直到它越过二号方位线，于翌日中午左右遭U-63号击沉。
关于U-66号的再次出动记录于1916年末，据报，它当时是协助德国辅助巡洋舰狼号突围进入北大西洋的护航U艇之一。在海军上校卡尔·奥古斯特·内格的指挥下，狼号于11月30日开始了为期15个月的突袭航行，期间曾进入印度洋和太平洋，然后安全返回德国。U-66号执行任务的具体地点不得而知，但它曾于12月11日击沉了一艘挪威轮船和一艘瑞典帆船。当时U-66号是在挪威岛屿利文根西南4海里（7.4）处炮轰了一艘1090吨的挪威轮船比约尔号（Bjor）。这艘从哥德堡开往赫尔的轮船及其搭载的散货都沉入海底，没有人员伤亡，而它的船员也于12月14日安全上岸。同一天，U-66号还在瑞典－芬兰边境城市托尔尼奥对开的奥克索岛附近，击沉了一艘311吨重的瑞典帆船帕兰德号（Palander）。

### 无限制潜艇战
从战争初期开始，英国皇家海军就对德国实施了海上封锁，以阻挠中立船只进入德国港口。到1916－1917年的所谓“芜菁之冬”时，封锁已经严重限制了德国的食品和燃料进口。其结果是婴儿死亡率上升，有多达70万人死于战争期间的饥荒或失温症。鉴于封锁造成了如此可怕的后果，德皇威廉二世亲自批准从1917年2月1日开始重启无限制潜艇战，以期迫使英国人媾和。新的交战规则明确规定不得让任何船只浮于水面。
在新的交战规则框架下，U-66号的首个受害者是在1917年3月1日遇到的。当时1733吨重的挪威轮船古雷号（Gurre）正从纳尔维克和弗雷德里克斯哈尔德穿越北海，驶往赫尔，船上装载着铁矿石。U-66号在59°30′N 2°0′E / 59.500°N 2.000°E的方位以鱼雷击中了这艘厄运挪威货轮，使之连同20名船员一起沉入了黑暗的深海。就在同一天，U-66号还遇到了另一艘挪威货船——1005吨的利文斯通号（Livingstone），其满载有硝酸铵，正从希恩驶往夏朗德。利文斯通号的货物是用来制造炸药和弹药的，价值不菲，不应摧毁。U-66号的船长便在设得兰群岛东部缴获了该船作为战利品。消息来源没有披露这场遭遇战的更多细节，但可以确定的是，当时已有11年船龄的利文斯通号不仅在战争中幸存下来，还以各种各样的名字继续服役，直至1962年才拆解报废。

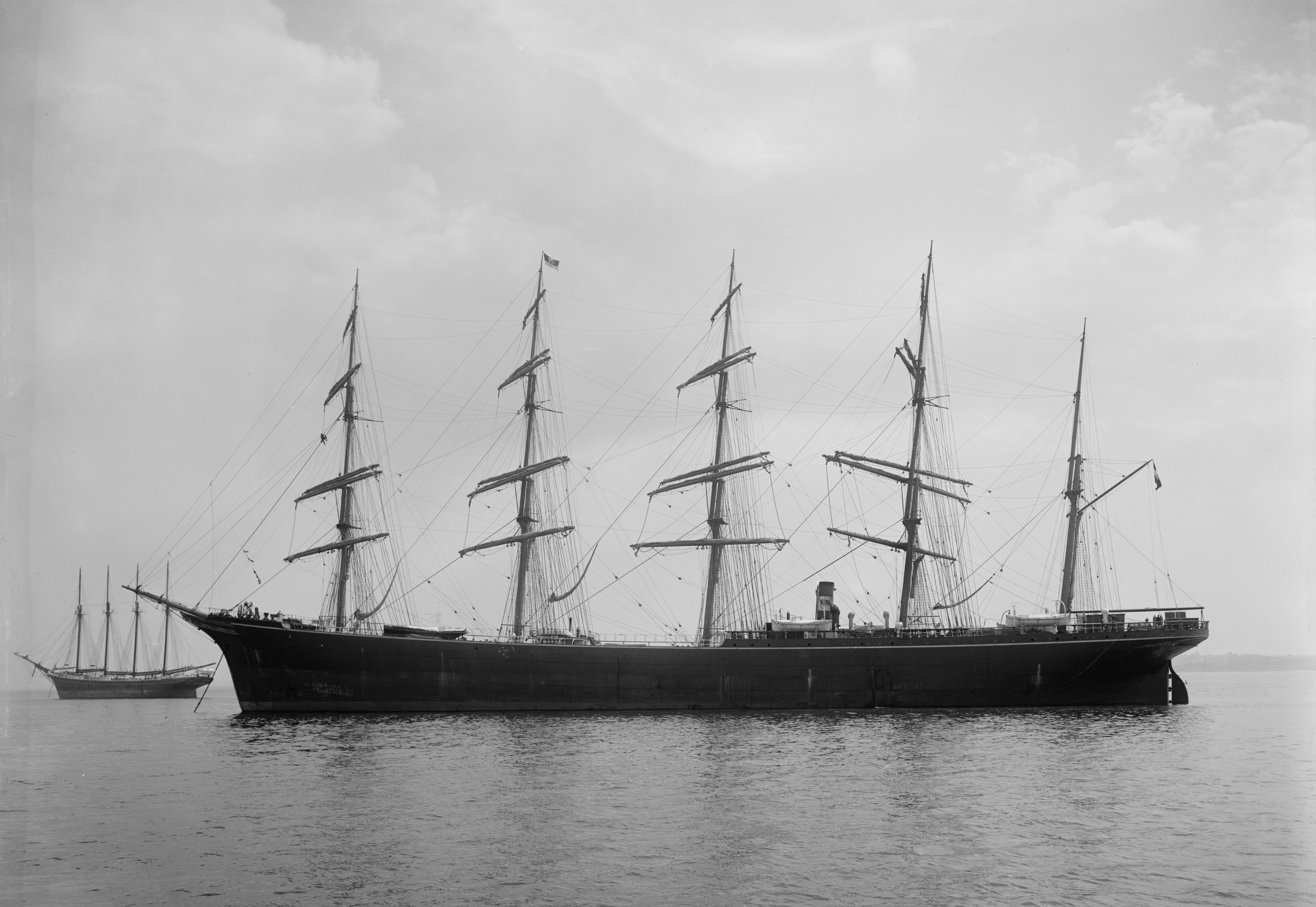
尼思号，即原德国五桅帆船，于1917年3月27日被U-66号击沉

3月底，U-66号又击沉了两艘船舶。22日，3597吨的货船斯图亚特王子号（Stuart Prince）载着散货从曼彻斯特经贝尔法斯特驶往亚历山大港时，U-66号在距梅奧郡布罗德黑文85海里（157）处突然出现。U-66号的鱼雷攻击成功，击沉了该船，并炸死20人，包括其船长。五天后，U-66号在法斯耐特岩东南28海里处遇到了一艘五桅帆船尼思号（Neath）。该船配备有一副辅助三胀蒸汽机，原为德国帆船R·C·里克默斯号，于1914年8月在加的夫被英国海军部缴获。当U-66号于8:45施射鱼雷后，这艘满载着糖、从马提尼克开往勒阿弗尔的帆船在7分钟内便告沉没。尼思号的船长被俘，但两天后获释并在皇后镇上岸。
1917年4月，德国的U艇共计击沉了协约国和中立国的860334吨船舶，这是在两次世界大战中，单月击沉船舶数量的最高值。U-66号对该数据的唯一贡献是在距外赫布里底群岛的北罗纳岛25海里（46）处用鱼雷击沉了液货轮波瓦坦号（Powhatan）。这艘满载燃油和36名船员的船只正从德克萨斯州的萨宾开往柯克沃尔，其6117吨的重量也超过马格姆修道院号，成为被U-66号击沉的最大型船舶。与尼思号一样，波瓦坦号的船长也被俘虏至U-66号艇上。
虽然德国U艇单月击沉的总吨位在4月份达到顶峰，但5月和6月的击沉量仍然维持在600000吨以上。U-66号没有对5月的数据作出贡献，但作为其自1916年4月以来最成功的一个月，它增加了6月的数值。6月5日，U-66号以鱼雷击沉了从加尔维斯敦开往利物浦的3472吨意大利轮船爱神号（Amor）；后者在距离法斯耐特岩约200海里（370）处沉没。同一天，一艘载着棉花、从费城驶往曼彻斯特的4234吨轮船曼彻斯特米勒号（Manchester Miller）在距离爱神号约10海里（19）处被U-66号的鱼雷击沉。八名船员在袭击中丧生；包括三名美国人在内的幸存者则于6月9日上岸。
在爱神号和曼彻斯特米勒号遇袭两天后，U-66号又攻击了另外两艘英国轮船。其中运载小麦、从纽约开往曼彻斯特的伊卡利斯号（Ikalis）有4329吨重，在距法斯耐特岩170海里（310）处被鱼雷击沉。克兰莫尔号（Cranmore）货轮则重3157吨，当时正从巴尔的摩驶往曼彻斯特，途中在法斯耐特岩西北约150海里（280）处被鱼雷击中。尽管船体已经损坏，克兰莫尔号的船员们还是设法将其拖上岸；这艘船后来得以重新浮起，并继续投入使用。
6月10日，U-66号击沉了其自入役以来面对的最大一艘船——重达6583吨的英国轮船湾州号（Bay State）。这艘隶属沃伦航运公司的货轮从波士顿（巧合的是，这也是被称为“湾州”的马萨诸塞州首府）出发，载着价值200万美元的军用物资驶向利物浦。在距法斯耐特岩西北约250海里（460）处，U-66号拦截并击沉了该船，但船上的45名船员中无一伤亡。四天后，U-66号又遇到了挪威三桅帆船完美号（Perfect），后者正满载着谷物从布兰卡港前往哥本哈根。建于1877年的完美号被U-66号的甲板炮击毁，在设得兰群岛以东的60°58′N 2°18′E / 60.967°N 2.300°E方位沉没。
6月17日，海军上尉格哈特·穆勒接替博特默上尉出任U艇艇长。U-66号是31岁的穆勒首次（最终也是唯一一次）指挥U艇，他在1902年4月加入德意志帝国海军时曾是博特默的同学。7月9日，U-66号在新任艇长的指挥下击沉了第一艘船，当时它将西班牙轮船伊帕拉吉雷号（Iparraguirre）送归海底。当U-66号在奥克尼群岛以西袭击这艘1161吨重的汽船时，它正运载着坑木从皮特奧经由卑尔根开往桑坦德。
7月21日，U-66号取得又一次成功，它在距托里岛西北偏北60海里（110）处以鱼雷击沉了驶离海岸的英国轮船非洲王子号（African Prince）。这艘货轮与3月被U-66号击沉的斯图亚特王子号同属王子航运，当时正从利物浦将高岭土运往纽波特纽斯。同一天，U-66号还在距离非洲王子号沉没地点5海里（9.3）处击沉了1322吨的英国帆船哈罗德号（Harold）。这两艘船是U-66号所击沉的最后两个目标。在六次成功的巡逻中，U-66号共计击沉25艘船、俘获1艘船，容积总吨达74852吨。
9月2日早上，U-66号驶离埃姆登，前往北海海峡执行任务；这是它的第七次巡逻，也是最后一次巡逻。9月3日午后不久，U-66号报告了它在北海所处的方位——位于已知的英国雷区之外，这是它最后一次已知的联络。德国在战后的研究并未对U-66号的消失作出任何解释。英国的记录则表明，U-66号可能是在多格滩水域的一个旧雷区中触雷；或是在10月1日至11日之间的某个时候，由驱逐舰、潜艇和防潜网所共同致沉。历史学者德怀特·梅西默认为后一种理论没有行动细节作支持。

## 袭击历史摘要
| 日期           | 船名             | 船籍                 | 吨位              | 结局       |
| -------------- | ---------------- | -------------------- | ----------------- | ---------- |
| 1916年4月5日   | 森特号           | 英国                 | 3890              | 击沉       |
| 1916年4月6日   | 比尼凯塞号       | 法國                 | 151               | 击沉       |
| 1916年4月7日   | 圣玛丽号         | 法國                 | 397               | 击沉       |
| 1916年4月7日   | 莱因代克号       | 荷蘭                 | 3557              | 击伤       |
| 1916年4月8日   | 桑坦德利诺号     | 西班牙               | 3346              | 击沉       |
| 1916年4月9日   | 东城号           | 英国                 | 4341              | 击沉       |
| 1916年4月9日   | 格伦阿蒙德号     | 英国                 | 2888              | 击沉       |
| 1916年4月9日   | 斯乔利斯特号     | 挪威                 | 997               | 击沉       |
| 1916年4月10日  | 马格姆修道院号   | 英国                 | 4471              | 击沉       |
| 1916年4月10日  | 联合号           | 義大利王國           | 2367              | 击沉       |
| 1916年8月11日  | 因弗德鲁伊号     | 挪威                 | 613               | 击沉       |
| 1916年8月19日  | 法尔茅斯号       | 英國皇家海軍         | 5250              | 击伤       |
| 1916年12月11日 | 比约尔号         | 挪威                 | 1090              | 击沉       |
| 1916年12月11日 | 帕兰德号         | 瑞典                 | 311               | 击沉       |
| 1917年3月1日   | 古雷号           | 挪威                 | 1733              | 击沉       |
| 1917年3月1日   | 利文斯通号       | 挪威                 | 1005              | 缴作战利品 |
| 1917年3月22日  | 斯图亚特王子号   | 英国                 | 3597              | 击沉       |
| 1917年3月27日  | 尼思号           | 英国                 | 5548              | 击沉       |
| 1917年4月6日   | 波瓦坦号         | 英国                 | 6117              | 击沉       |
| 1917年6月5日   | 爱神号           | 義大利王國           | 3472              | 击沉       |
| 1917年6月5日   | 曼彻斯特碾磨者号 | 英国                 | 4234              | 击沉       |
| 1917年6月7日   | 克兰莫尔号       | 英国                 | 3157              | 击伤       |
| 1917年6月7日   | 伊卡利斯号       | 英国                 | 4329              | 击沉       |
| 1917年6月10日  | 湾州号           | 英国                 | 6583              | 击沉       |
| 1917年6月10日  | 高贝里号         | 英国                 | 4831              | 击沉       |
| 1917年6月14日  | 完美号           | 挪威                 | 1088              | 击沉       |
| 1917年7月9日   | 伊帕拉吉雷号     | 西班牙               | 1161              | 击沉       |
| 1917年7月21日  | 非洲王子号       | 英国                 | 4916              | 击沉       |
| 1917年7月21日  | 哈罗德号         | 英国                 | 1376              | 击沉       |
|                |                  | 击沉： 击伤： 合计： | 74852 11964 86816 |            |

### 脚注
1. 1 2 3 4  Gardiner，第177頁.
2. 1 2 3 4 5 6 7 8 9  Helgason, Guðmundur. . German and Austrian U-boats of World War I - Kaiserliche Marine - Uboat.net.   [2008-12-09].
3. 1 2 3 4  Gröner 1991，第10頁.
4. 1 2 3  Helgason, Guðmundur. . German and Austrian U-boats of World War I - Kaiserliche Marine - Uboat.net.   [12 January 2015].
5. 1 2  Helgason, Guðmundur. . German and Austrian U-boats of World War I - Kaiserliche Marine - Uboat.net.   [12 January 2015].
6. ↑  Gardiner，第340頁.
7. 1 2  Gardiner，第343頁.
8. ↑  Gardiner，第342–343頁.
9. 1 2  Helgason, Guðmundur. "WWI U-boats: U 66" （页面存档备份，存于）, "U 67" （页面存档备份，存于）, "U 68" （页面存档备份，存于）, "U 69" （页面存档备份，存于）, "U 70" （页面存档备份，存于）. U-Boat War in World War I. Uboat.net. Retrieved 9 December 2008.
10. ↑  Sieche，第19頁.
11. 1 2  Tarrant，第34頁.
12. ↑  Halpern，第202頁.
13. ↑  Halpern，第204頁.
14. 1 2 3 4 5 6 7 8 9 10  Helgason, Guðmundur. . German and Austrian U-boats of World War I - Kaiserliche Marine - Uboat.net.   [9 December 2008].
15. ↑  Tarrant，第30, 34頁.
16. ↑  Tarrant，第27–28頁.
17. ↑  Tennent，第74頁.
18. ↑  . The Washington Post. 7 April 1916: 1.
19. ↑  Helgason, Guðmundur. . German and Austrian U-boats of World War I - Kaiserliche Marine - Uboat.net.   [17 December 2008].
20. ↑  细节、方位：Helgason, Guðmundur. . German and Austrian U-boats of World War I - Kaiserliche Marine - Uboat.net.   [17 December 2008]. 船型：. The New York Times. 9 April 1916: 1.
21. ↑  Helgason, Guðmundur. . German and Austrian U-boats of World War I - Kaiserliche Marine - Uboat.net.   [17 December 2008].
22. 1 2  . The Washington Post. 12 April 1916: 2.
23. ↑  . Chicago Daily Tribune. 11 April 1916: 2.
24. 1 2 3  Tennent，第210頁.
25. 1 2  Tennent，第100頁.
26. 1 2  . The New York Times. 11 April 1916: 1.
27. ↑  Helgason, Guðmundur. . German and Austrian U-boats of World War I - Kaiserliche Marine - Uboat.net.   [17 December 2008].
28. ↑  Tennent，第237頁.
29. ↑  Tarrant，第30頁.
30. 1 2 3  Gibson & Prendergast，第97頁.
31. 1 2  Tarrant，第31頁.
32. 1 2  Tarrant，第32頁.
33. 1 2 3  Gibson & Prendergast，第99頁.
34. ↑  Tarrant，第32–33頁.
35. ↑  Helgason, Guðmundur. . German and Austrian U-boats of World War I - Kaiserliche Marine - Uboat.net.   [17 December 2008].
36. ↑  Google Inc.  (地图). Google Inc. 17 December 2008  [17 December 2008].
37. 1 2 3  Tarrant，第33頁.
38. ↑  Hoyt，第20頁.
39. ↑  Halpern，第372–373頁.
40. ↑  Helgason, Guðmundur. . German and Austrian U-boats of World War I - Kaiserliche Marine - Uboat.net.   [17 December 2008].
41. ↑  . Miramar Ship Index. R.B.Haworth.   [17 December 2008].
42. ↑  . Chicago Daily Tribune. 15 December 1916: 4.
43. ↑  Helgason, Guðmundur. . German and Austrian U-boats of World War I - Kaiserliche Marine - Uboat.net.   [17 December 2008].
44. ↑  Tarrant，第44–45頁.
45. ↑  Tarrant，第45頁.
46. ↑  Tarrant，第45–46頁.
47. ↑  Tarrant，第46頁.
48. ↑  Helgason, Guðmundur. . German and Austrian U-boats of World War I - Kaiserliche Marine - Uboat.net.   [17 December 2008].
49. ↑  . Miramar Ship Index. R.B.Haworth.   [17 December 2008].
50. ↑  Helgason, Guðmundur. . German and Austrian U-boats of World War I - Kaiserliche Marine - Uboat.net.   [17 December 2008].
51. ↑  . Miramar Ship Index. R.B.Haworth.   [17 December 2008].
52. 1 2  Tennent，第99頁.
53. 1 2  Helgason, Guðmundur. . German and Austrian U-boats of World War I - Kaiserliche Marine - Uboat.net.   [17 December 2008].
54. ↑  . Miramar Ship Index. R.B.Haworth.   [17 December 2008].
55. ↑  . The Christian Science Monitor. 29 March 1917: 1.
56. ↑  Tarrant，第37頁.
57. ↑  Helgason, Guðmundur. . German and Austrian U-boats of World War I - Kaiserliche Marine - Uboat.net.   [17 December 2008].
58. ↑  . Miramar Ship Index. R.B.Haworth.   [17 December 2008].
59. ↑  . The New York Times. 10 June 1917: 6.
60. ↑  Tennent，第163頁.
61. ↑  Tennent，第233頁.
62. ↑  Helgason, Guðmundur. . German and Austrian U-boats of World War I - Kaiserliche Marine - Uboat.net.   [17 December 2008].
63. ↑  . The Washington Post. 21 June 1917: 1.
64. 1 2  Helgason, Guðmundur. . German and Austrian U-boats of World War I - Kaiserliche Marine - Uboat.net.   [17 December 2008].
65. ↑  . Miramar Ship Index. R.B.Haworth.   [17 December 2008].
66. ↑  Helgason, Guðmundur. . German and Austrian U-boats of World War I - Kaiserliche Marine - Uboat.net.   [17 December 2008].
67. ↑  Helgason, Guðmundur. . German and Austrian U-boats of World War I - Kaiserliche Marine - Uboat.net.   [17 December 2008].
68. ↑  Messimer，第85頁.